# (5709) Tamyeunleung
(5709) Tamyeunleung (1977 TS3) – planetoida z pasa głównego asteroid okrążająca Słońce w ciągu 5 lat i 142 dni w średniej odległości 3,07 j.a. Została odkryta 12 października 1977 roku przez Obserwatorium Astronomiczne Zijinshan. Nazwa planetoidy pochodzi od Fong Tamyeunleung (ur. 1924), która razem z mężem niosła pomoc charytatywną dzieciom, kobietom i osobom niepełnosprawnym.